# Гнатишин, Иван Николаевич
Иван Николаевич Гнатишин (укр. Іван Миколайович Гнатишин; род. 20 июня 1951, Вашковцы, Черновицкая область, Украинская ССР, СССР) — советский и украинский государственный деятель, дипломат, чрезвычайный и полномочный посол Украины в Республике Молдова (1996—2000, 2015—2019).

## Биография
Родился 20 июня 1951 года в городе Вашковцы, Черновицкая область.
Окончил Черновицкий жилищно-коммунальный техникум (1974), техник-строитель; Черновицкий государственный университет (1980), экономист.
С августа 1968 года — токарь Вашковецкой фабрики хозяйственного инвентаря.
С мая 1969 года — служба в Пограничном ВО.
С августа 1971 по 1974 год — ученик жилищно-коммунального техникума г. Черновцы.
С марта 1974 года — техник, мастер, ЖЭК N 3 г. Черновцы.
С августа 1975 года — инженер по технадзору жилищного управления исполкома Черновицкого горсовета.
С декабря 1975 года — начальник ЖЭК № 7, жилищного управления Ленинского р-на Черновцов.
С сентября 1979 года — главный инженер, начальник городского жилищного управления г. Черновцы.
С марта 1985 года — первый заместитель председателя Черновицкого горисполкома;
С ноября 1986 по март 1989 года — избран заместителем председателя областной плановой комиссии; первый заместитель облисполкома, начальник главного планово-экономического управления Черновицкого облисполкома.
В июне 1990 года становится членом бюро обкома КПУ.
С января 1990 по апрель 1992 года — председатель Черновицкого областного совета и областного исполкома.
С апреля 1992 по июнь 1994 года — избирается председателем Черновицкого областного совета народных депутатов.
С 1992 по 31 марта 1995 года — представитель Президента Украины в Черновицкой области.
С 11 июля 1995 по 30 марта 1996 года — председатель Черновицкой облгосадминистрации.
С 30 марта 1996 по 20 декабря 2000 года — чрезвычайный и полномочный посол Украины в Республике Молдова.
С 2000 года — руководитель Департамента административно-финансовых вопросов, документации и архива МИД Украины.
С 2002 по 2003 год — Директор Департамента административно-финансовых вопросов, документации и архива МИД Украины.
С 2003 по 2004 год — посол по особым поручениям МИД Украины.
С 25 августа 2004 по 26 января 2006 года — чрезвычайный и полномочный посол Украины в Республике Словения.
С 2006 по ноябрь 2007 года — директор Валютно-финансового департамента МИД Украины.
С 21 ноября 2007 по 9 февраля 2011 года — заместитель Министра иностранных дел Украины. В настоящее время находится на должности главного советника Министра иностранных дел Украины.
С 28 июля 2015 по 25 апреля 2019 года — чрезвычайный и полномочный посол Украины в Молдове.

## Дипломатический ранг
- Чрезвычайный и Полномочный Посол (11 июля 2006)[12].

## Награды
- Ордена «За заслуги» ІІІ, ІІ, І степеней.
- Медаль «За гражданские заслуги» (17 января 2001, Молдавия) — за значительный вклад в развитие и укрепление отношений дружбы и сотрудничества между Украиной и Республикой Молдова[13].